# GStreamer
GStreamer är ett fritt ramverk för att hantera multimedia som används av många GNOME-applikationer, men även till exempel Songbird. GStreamer är licensierad under GNU Lesser General Public License.